# Paul Ruto
Paul Ruto (ur. 3 listopada 1960) – kenijski lekkoatleta, średniodystansowiec.
Największym sukcesem Ruto jest złoty medal mistrzostw świata (bieg na 800 m, Stuttgart 1993). W tym samym roku zdobył także srebro mistrzostw Afryki na tym samym dystansie. Często biegał jako tzw. "pacemaker" (zawodnik mający za zadanie dyktować wysokie tempo w pierwszej części biegu, tak by inni zawodnicy mogli uzyskać wartościowe rezultaty) na dużych międzynarodowych mityngach.

## Rekordy życiowe
- bieg na 800 m – 1:43,92 (1993)